# Ministerie van Milieu (Polen)
Het Ministerie van Milieu (Pools: Ministerstwo Środowiska) is een ministerie van de Poolse overheid. Het werd in 1972 opgericht en heeft door de jaren heen verschillende namen gehad: Ministerie van Landontwikkeling en Milieubescherming (1972-1975), Ministerie van Administratie, Landontwikkeling en Milieubescherming (1975-1983), Bureau voor Milieubescherming en Waterstaat (1985-1989), Ministerie van Milieu en Natuurlijke Hulpbronnen (1985-1989) en Ministerie van Milieubescherming, Natuurlijke Hulpbronnen en Bosbouw (1989-1999). Het ministerie is onder meer verantwoordelijk voor het beheer van nationale parken in Polen.

## Ministers
Minister van Landontwikkeling en Milieubescherming
- Jerzy Kusiak (PZPR) (maart 1972 - 28 mei 1975)

Minister van Administratie, Landontwikkeling en Milieubescherming
- Tadeusz Bejm (PZPR) (28 mei 1975 - maart 1976)
- Emil Wojtaszek (PZPR) (maart 1976 - 2 december 1976)
- Maria Milczarek (PZPR) (2 december 1976 - 8 februari 1979)
- Józef Kępa (PZPR) (8 februari 1979 - 31 juli 1981)
- Tadeusz Hupałowski (PZPR) (31 juli 1981 - 23 maart 1983)
- Włodzimierz Oliwa (PZPR) (23 maart 1983 - 28 juli 1983)

Minister-Hoofd van de Dienst Milieubescherming en Waterstaat
- Stefan Jarzębski (PZPR) (22 november 1983 - november 1985)

Minister van Milieubescherming en Natuurlijke Hulpbronnen
- Stefan Jarzębski (november 1985 - 23 oktober 1987)
- Waldemar Michna (ZSL) (23 oktober 1987 - 19 september 1988)
- Józef Kozioł (ZSL) (14 oktober 1988 - 1 augustus 1989)
- Bronisław Kamiński (ZSL) (12 september 1989 - 20 december 1989)

Minister van Milieubescherming, Natuurlijke Hulpbronnen en Bosbouw
- Bronislaw Kamiński (20 december 1989 - 14 december 1990)
- Maciej Nowicki (KLD) (12 januari 1991 - 5 december 1991)
- Stefan Kozłowski (partijloos) (23 december 1991 - 5 juni 1992)
- Zygmunt Hortmanowicz (PSL-PL) (11 juli 1992 - 4 mei 1993)
- Bernard Błaszczyk, waarnemend (mei 1993 - 18 oktober 1993)
- Jan Szyszko (PC) (31 oktober 1997 - 19 oktober 1999)

Minister van Milieu
- Antoni Tokarczuk (PPChD) (19 oktober 1999 - 19 oktober 2001)
- Stanisław Żelichowski (PSL) (19 oktober 2001 - 3 maart 2003)
- Czesław Ślęziak (SLD) (3 maart 2003 - 2 mei 2004)
- Jerzy Swatoń (SLD) (2 mei 2004 - 25 april 2005)
- Marek Belka (SLD), waarnemend (25 april 2005 - 24 mei 2005)
- Tomasz Podgajniak (partijloos) (24 mei 2005 - 31 oktober 2005
- Jan Szyszko (PiS) (31 oktober 2005 - 7 september 2007)
- Jarosław Kaczyński (PiS), waarnemend (7 september 2007 - 11 september 2007)
- Jan Szyszko (PiS) (11 september 2007 - 16 november 2007)
- Maciej Nowicki (partijloos) (16 november 2007 - 1 februari 2010)
- Andrzej Kraszewski (partijloos) (2 februari 2010 - 18 november 2011)
- Marcin Korolec (partijloos) (18 november 2011 - 27 november 2013)
- Maciej Grabowski (partijloos) (27 november 2013 - 16 november 2015)
- Jan Szyszko (PiS) (16 november 2015 - 9 januari 2018)
- Henryk Kowalczyk (PiS) (9 januari 2018 - heden)